# David Brian
Brian James Davis (Nova Iorque, 5 de agosto de 1910 - Los Angeles, 15 de julho de 1993) foi um ator estadunidense. Ele é mais conhecido por seu papel em O Mundo não Perdoa (1949), pelo qual recebeu elogios da crítica e uma indicação ao Globo de Ouro.

## Carreira
Brian estreou no cinema ao lado de Joan Crawford em Caminho da Redenção (1949). Ele atuou em mais de duas dúzias de outros filmes, incluindo Os Desgraçados não Choram (1950). Em 1952, ele protagonizou novamente com Crawford o filme A Tragédia do Meu Destino. Seus outros papeis no cinema incluem Um Grito de Angústia (1951), A Rainha do Mar (1952) e Dama por um Dia (1961). Ele também atuou no teatro.
Entre 1954 e 1955, estrelou uma série de drama policial na televisão chamado Mr. District Attorney.

## Legado
Brian tem uma estrela na Calçada da Fama de Hollywood.